# Alkor (Schiff, 1965)
Die Alkor war ein deutscher Forschungskutter, der von 1968 bis 1990 vom Institut für Meereskunde Kiel eingesetzt wurde.
Sie lief am 19. August 1965 auf der Bauwerft J. G. Hitzler in Lauenburg vom Stapel und wurde nach dem Stern Alkor benannt. Sie wurde anschließend 1968 bei der August-Pahl-Werft in Hamburg-Finkenwerder weiter ausgebaut. 1990 wurde sie nach 23 Dienstjahren aufgrund der Auflagen der Helsinki-Konvention zum Schutz der Meere, die nur nach umfangreichen Umbauten hätten erfüllt werden können, außer Dienst gestellt.
Während ihrer Dienstzeit hatte die Alkor 326.000 Seemeilen zurückgelegt. Ihr Einsatzgebiet lag in der Ost- und Nordsee. Das Schwesterschiff der Alkor war die Friedrich Heincke der Biologischen Anstalt Helgoland.
Als Nachfolgeschiff wurde 1990 das gleichnamige Forschungsschiff Alkor in Dienst gestellt.
Die ehemalige Alkor wurde 1990 zur Yacht umgebaut und in Alk umbenannt. 2013 lag das Schiff in einem niederländischen Hafen und stand zum Verkauf.